# 銀星将棋
銀星将棋（ぎんせいしょうぎ）とは、コンピュータ将棋のプログラム。日本のシルバースタージャパンから販売されている。

## 概要
「KCC将棋」の名で北朝鮮の朝鮮コンピューターセンターにより開発された思考エンジンを利用している。「KCC」は「Korea Computer Center」の略。
世界コンピュータ将棋選手権には1999年（第9回）に「シルバー将棋」の名で初参戦。同選手権では2005年2位を最高に上位入賞を何度も果たしている。
『世界最強銀星将棋6 双頭の龍』以降は「KCC将棋」に加え、「Bonanza」も搭載している。定跡ファイルの豊富さも売りとしており『世界最強銀星将棋9 風雲龍虎雷伝』では300万手を数える。

## シリーズ
- 最強銀星将棋（2001年、PlayStation、アイマジックより発売）
- 最強銀星将棋2（2002年、PlayStation、アイマジックより発売）
- 最強銀星将棋3（2002年、Windows）
- 最強銀星将棋4（2004年、PlayStation 2、マグノリアより発売）
- 最強銀星将棋5（2005年、Windows）
- 世界最強銀星将棋6 双頭の龍（2006年、Windows）
- 遊んで将棋が強くなる 銀星将棋DS（2007年、ニンテンドーDS、エレクトロニック・アーツより発売）
- 世界最強銀星将棋7（2007年、Windows）
- 最強銀星将棋（2008年、Wiiウェア）
- 世界最強銀星将棋8（2009年、Windows）
- 最強銀星将棋（2009年、ニンテンドーDSiウェア）
- 銀星将棋 PORTABLE（2010年、PlayStation Portable）
- 世界最強銀星将棋9 風雲龍虎雷伝（2010年、Windows）
- 銀星将棋（2010年、iPhone）
- 銀星詰将棋（2011年、ニンテンドーDSiウェア）
- 世界最強銀星将棋 風雲龍虎雷伝（2011年、PlayStation 3）
- 銀星将棋3D（2011年7月27日[2]、ニンテンドー3DSダウンロードソフト）
- 銀星詰将棋 PORTABLE（2011年、PlayStation Portable）
- 銀星将棋 PORTABLE 風雲龍虎雷伝（2011年、PlayStation Portable）
- 銀星将棋 強天怒闘風雷神（2012年、PlayStation Vita）
- 遊んで将棋が強くなる！銀星将棋DX（2015年、ニンテンドー3DS）[3]
- 銀星将棋 強天怒闘風雷神（2016年、Wii U）[4]
- 銀星将棋 強天怒闘風雷神（2017年、Nintendo Switchダウンロードソフト）[5]
- 遊んで将棋が強くなる！銀星将棋DX（2017年、Nintendo Switch）[6]
- 遊んで将棋が強くなる！銀星将棋DX（2018年、PlayStation 4、Windows）[6]
- 遊んで将棋が強くなる！銀星将棋DX2（2022年、Nintendo Switch、Windows）[7]